# ورت، ساسکس غربی
ورت (به انگلیسی: Worth) یک روستا در بریتانیا است که در براوو آو کراولی واقع شده‌است. ورت ۱۹٫۹۵ کیلومتر مربع مساحت و ۹٬۸۸۸ نفر جمعیت دارد.